# Ruch dla Rzeczypospolitej
Ruch dla Rzeczypospolitej (RdR) – polska partia polityczna o charakterze prawicowym, patriotycznym i antykomunistycznym, działająca w latach 1992–1999.

## Historia
Ugrupowanie powstało w 1992 na bazie części chadeckiej frakcji Porozumienia Centrum, obejmującej działaczy sprzeciwiających się prowadzonym przez lidera PC Jarosława Kaczyńskiego rozmowom koalicyjnym z ugrupowaniami popierającymi odwołanie rządu Jana Olszewskiego. Do RdR (zarejestrowanego sądownie 18 grudnia 1992) przystąpiła także niewielka pozaparlamentarna Polska Partia Niepodległościowa, kierowana przez Romualda Szeremietiewa. Pod koniec funkcjonowania Sejmu I kadencji i Senatu II kadencji klub parlamentarny tego ugrupowania (kierowanego przez Jana Olszewskiego) liczył około 20 osób.
W 1993 partia przystąpiła do ruchu Komitetów Obrony Demokracji, powołanego z inicjatywy PC w celu obalenia prezydenta Lecha Wałęsy (do inicjatywy weszło też ChDSP). Po rozwiązaniu parlamentu i nieudanych rozmowach o wspólnych listach wyborczych z PC partię opuściła grupa działaczy skupiona wokół Kazimierza Barczyka, tworząc Porozumienie Regionalne RdR (później działające jako Zjednoczenie Polskie).
Na bazie Ruchu dla Rzeczypospolitej przed wyborami parlamentarnymi w 1993 powstał komitet wyborczy Koalicja dla Rzeczypospolitej. Na jej listach znaleźli się także działacze związku zawodowego Solidarność 80 oraz małych partii politycznych, takich jak Akcja Polska Antoniego Macierewicza, Partia Wolności Kornela Morawieckiego, Górnośląska Chrześcijańska Demokracja Kazimierza Świtonia i wywodzące się z „Paxu” Stronnictwo Demokracji Polskiej. Lista ta uzyskała 2,7% głosów, nie przekraczając progu wyborczego.
Liderami listy ogólnopolskiej KdR byli:
1. Jan Olszewski, Warszawa,
2. Antoni Macierewicz, Kraków,
3. Wojciech Włodarczyk, Lublin,
4. Romuald Szeremietiew, Białystok,
5. Stanisław Hniedziewicz, Warszawa II.

W grudniu 1993 doszło do rozłamu w Ruchu dla Rzeczypospolitej, gdy przychylna Lechowi Wałęsie grupa powołała na przewodniczącego partii Romualda Szeremietiewa. Grupa wierna byłemu premierowi zwołała kongres nadzwyczajny i w marcu 1994, po rezygnacji Jana Olszewskiego (który został honorowym przewodniczącym), wybrała na szefa RdR Stanisława Węgłowskiego.
Po uprawomocnieniu się w końcu 1995 wyroku sądowego uznającego ważność kongresu nadzwyczajnego i wybór Stanisława Węgłowskiego, grupa Romualda Szeremietiewa dokonała rejestracji partii Ruch dla Rzeczypospolitej – Obóz Patriotyczny, w miejsce dawnej PPN.
Po wyborach prezydenckich w 1995 wielu działaczy przystąpiło do nowo tworzonego przez Jana Olszewskiego Ruchu Odbudowy Polski. Sam RdR wszedł natomiast do Akcji Wyborczej Solidarność, z której wystąpił wiosną 1997, motywując to brakiem wpływu na działalność AWS i nadmierną rolą w jej ramach konkurencyjnego RdR-OP Romualda Szeremietiewa. Po śmierci Stanisława Węgłowskiego w lipcu 1997 przywództwo w partii przejął Alfred Dygudaj, a ugrupowanie w wyborach parlamentarnych w tym samym roku wystartowało w ramach komitetu wyborczego Unia Prawicy Rzeczypospolitej.
W 1998 przewodniczącym partii został poseł Andrzej Kozioł (który rok wcześniej nie zrezygnował z kandydowania do Sejmu z listy AWS mimo wyjścia RdR z tej koalicji i uzyskał mandat). W 1999 ugrupowanie się rozwiązało, przystępując do Porozumienia Polskich Chrześcijańskich Demokratów. Formalnie wyrejestrowane zostało 23 października 2000.